# Settimo Vittone
Settimo Vittone (piemontesisch ël Seto Viton) ist eine  italienische Gemeinde in der Metropolitanstadt Turin (TO), Region Piemont.

## Lage und Einwohner
Settimo Vittone liegt 64 km nördlich von Turin im Zentrum des Dora-Baltea-Tals. Das Gemeindegebiet umfasst eine Fläche von 23 km² und hat 1509 Einwohner (Stand 31. Dezember 2023). 
Die Nachbargemeinden sind Lillianes, Graglia, Carema, Donato, Quincinetto, Andrate, Tavagnasco, Nomaglio, Borgofranco d’Ivrea und Quassolo.

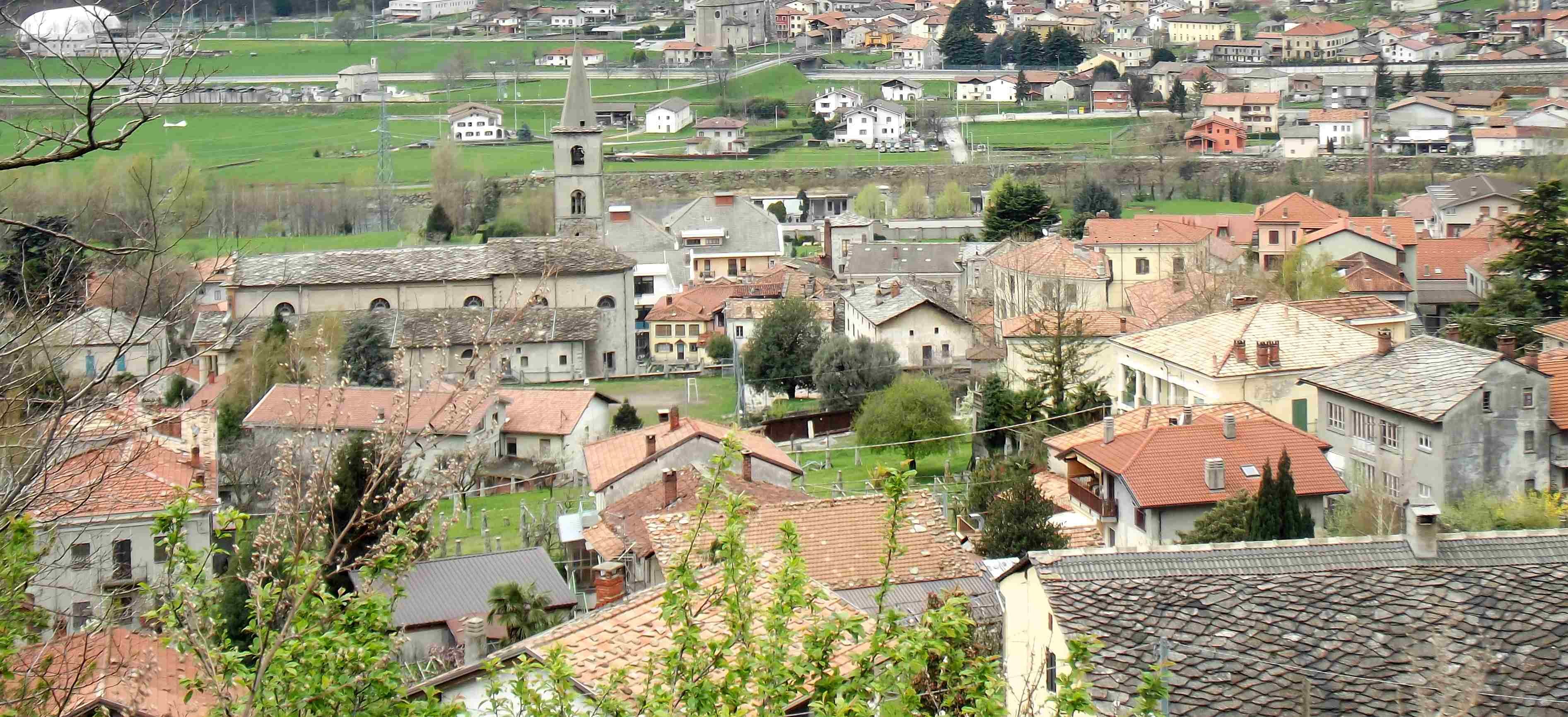
Panorama

### Bevölkerungsentwicklung

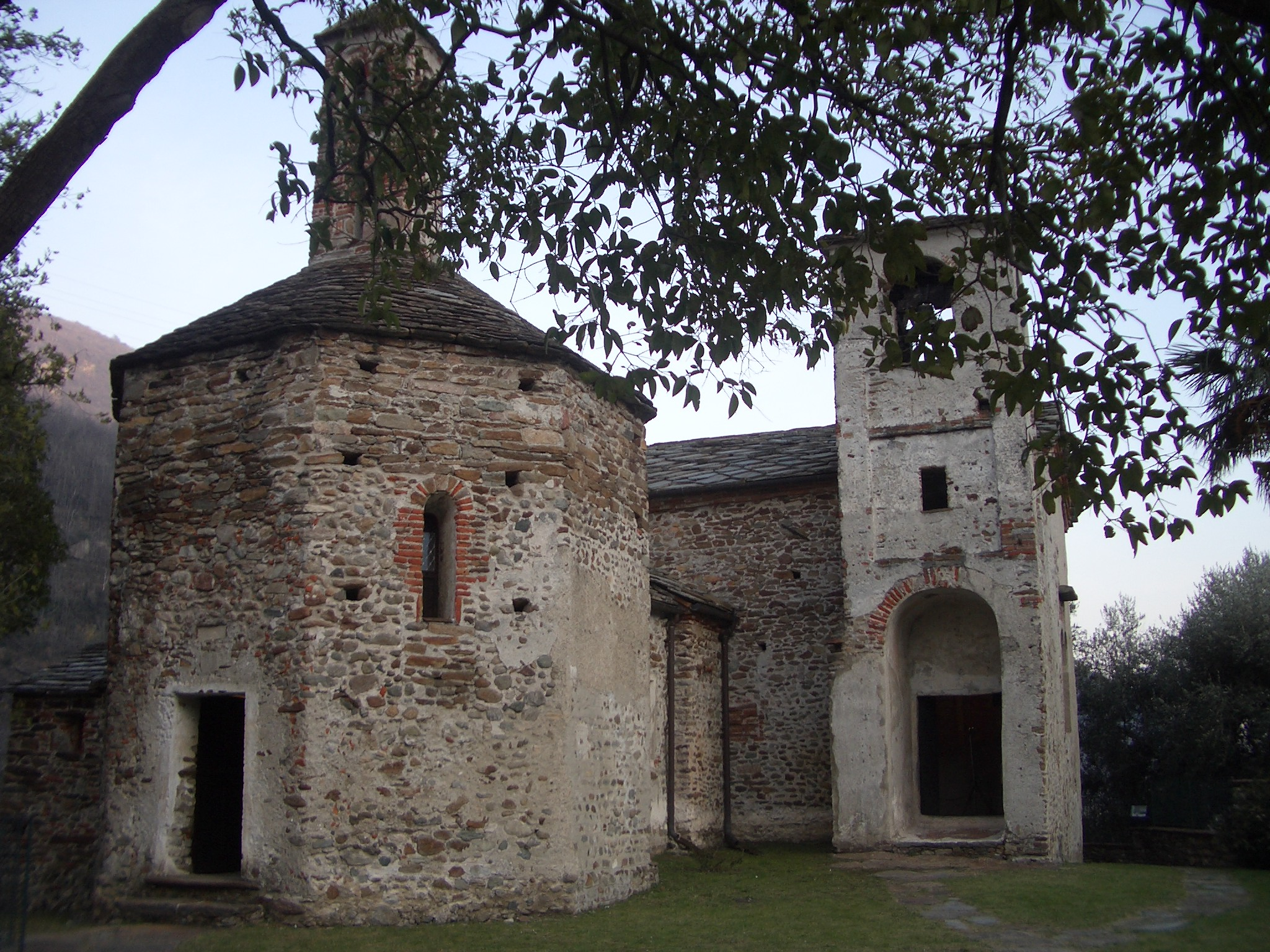
Pieve di San Lorenzo und Baptisterium

## Persönlichkeit
- Pietro Yon (1886–1943), Komponist und Organist